# Anderson Creek (Carolina del Norte)
Anderson Creek  es un área no incorporada ubicada del condado de Harnett en el estado estadounidense de Carolina del Norte. Anderson Creek se encuentra a unos 7 kilómetros al norte de Spring Lake/Pope/Ft. Bragg, NC.
Las actuales negociaciones están en su lugar en la incorporación de Anderson Creek como una ciudad, lo que implicaría una oficina de correos que está estacionada en la comunidad. Actualmente la mayoría de los residentes de Anderson Creek tienen el código postal 28390. Anderson Creek es atendida por el departamento del Sheriff del Condado de Harnett para la aplicación de la ley y Anderson Creek Fuego y EMS para los servicios de bomberos y de emergencia. Anderson Creek es una fuerte comunidad rural que tiene un gran potencial y está creciendo a un ritmo muy rápido.
Anderson Creek es una comunidad de rápido crecimiento. El aumento del crecimiento rápido de la comunidad se puede atribuir al aumento de militares cerca en el Fuerte Bragg, así como la Davis Love III. Por supuesto creó el golf "Anderson Creek Club". Recientemente en el inersection de carreteras Ray y Overhill y un centro comercial que se añadió.
La Anderson Creek Plaza incluye una cafetería (café Cuppy) y un tintorerías (Monarca Limpiadores).
En julio de 2010, el Anderson Creek Plaza ha añadido un metro restaurante, una empresa de gestión de la propiedad y una estación de tabaco para el conjunto de la carretera Overhills de los edificios. Además, Movie Gallery se ha ido a la quiebra y que permanece vacante.

## Escuelas
- Sur Harnett Primaria
- Anderson Creek Primaria
- Overhills Alto
- Overhills Medio
- Overhills Primaria

## Departamento de Bomberos
- Creek Anderson Departamento de Bomberos Voluntarios